# Paul Panzer (Schauspieler)

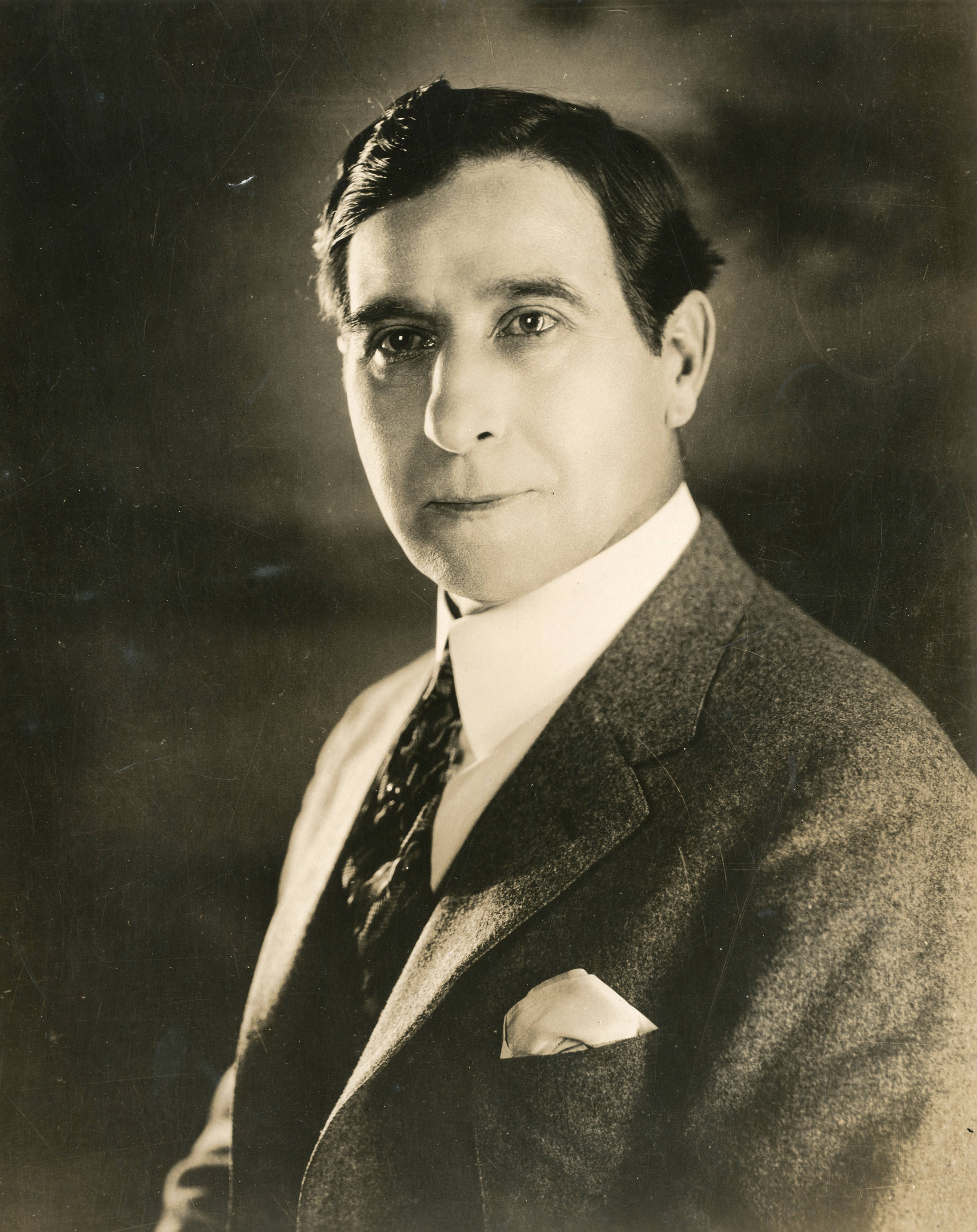
Paul Panzer (1926)

Paul W. Panzer, bürgerlich Paul Wolfgang Panzerbeiter, (* 3. November 1872 in Würzburg, Deutsches Reich; † 16. August 1958 in Los Angeles, USA) war ein deutscher Schauspieler, der in fast 400 amerikanischen Filmen zwischen 1905 und 1952 mitspielte.

## Leben
Der in Würzburg geborene Paul Panzer wanderte als junger Mann in die Vereinigten Staaten aus und blieb dort sein Leben lang. Er arbeitete zunächst als Bühnenbildner und Theatermaler, ehe er selbst Schauspieler wurde. Im Jahr 1905 gab er sein Filmdebüt, bis 1952 sollten fast 400 Filme folgen. Seine vielleicht bedeutendste Rolle hatte er als heuchlerischer Schurke in der Stummfilmreihe The Perils of Pauline aus dem Jahre 1914. Nach diesem Film verkörperte er für den Rest seiner Karriere überwiegend Schurkenrollen. 1912 führte er Regie bei dem Film The Life of Buffalo Bill, mit dem echten Buffalo Bill in der Hauptrolle. Mit der Einführung des Tonfilmes Ende der 1920er-Jahre musste er sich wegen seines deutschen Akzentes meistens mit kleineren, nicht in den Credits erwähnten Nebenrollen begnügen. Er spielte in späteren Jahren kleine Rollen in Filmklassikern wie Frankenstein, Unter Piratenflagge, Casablanca und Eine auswärtige Affäre.
Er war mit der amerikanischen Schauspielerin Josephine Atkinson (1882–1954) verheiratet, sie hatten zwei Kinder. Paul Panzer starb 1958 im Alter von 85 Jahren in Los Angeles. Die Musikgruppe Ton Steine Scherben benutzte seinen Namen in ihren Liedern „Paul-Panzer-Blues“ und „Guten Morgen“ für einen fiktiven Fabrikarbeiter, der zwischen Arbeit und gesellschaftlicher Konvention eingezwängt in seinem eigenen Leben nur eine Nebenrolle spielt.

## Filmographie
- 1905: A Gentleman of France (Kurzfilm)
- 1905: Escape from Sing Sing (Kurzfilm)
- 1905: Stolen by Gypsies (Kurzfilm)
- 1906: And the Villain Still Pursued Her; or, The Author’s Dream (Kurzfilm)
- 1906: Getting Evidence (Kurzfilm)
- 1907: Das Spukhotel (The Haunted Hotel) (Kurzfilm)
- 1908: Antony and Cleopatra (Kurzfilm)
- 1908: Francesca di Rimini; or, The Two Brothers (Kurzfilm)
- 1908: Macbeth (Kurzfilm)
- 1908: Richard III (Kurzfilm)
- 1908: The Merchant of Venice (Kurzfilm)
- 1908: The Press Gang; or, A Romance in the Time of King George III (Kurzfilm)
- 1908: The Thieving Hand (Kurzfilm)
- 1908: Julius Caesar (Kurzfilm)
- 1908: Othello (Kurzfilm)
- 1908: Romeo and Juliet (Kurzfilm)
- 1909: An Alpine Echo (Kurzfilm)
- 1909: Launcelot and Elaine (Kurzfilm)
- 1909: Princess Nicotine; or, The Smoke Fairy (Kurzfilm)
- 1910: A Gambler’s End (Kurzfilm)
- 1910: Sunshine in Poverty Row (Kurzfilm)
- 1910: The Maid of Niagara (Kurzfilm)
- 1910: The New Magdalen (Kurzfilm)
- 1911: A Convict’s Heart (Kurzfilm)
- 1911: A Daughter of the South (Kurzfilm)
- 1911: A Pinch of Snuff (Kurzfilm)
- 1911: A Tragedy at Sea (Kurzfilm)
- 1911: All for Money (Kurzfilm)
- 1911: Billy’s Marriage (Kurzfilm)
- 1911: Crazy Dope (Kurzfilm)
- 1911: Love Molds Labor (Kurzfilm)
- 1911: Monte Cristo (Kurzfilm)
- 1911: The Doll (Kurzfilm)
- 1911: The Fatal Posing (Kurzfilm)
- 1912: A Brave Little Indian (Kurzfilm)
- 1912: A Nation’s Peril (Kurzfilm)
- 1912: A Stern Destiny (Kurzfilm)
- 1912: On the Brink of the Chasm (Kurzfilm)
- 1912: Sing Lee and the Bad Man (Kurzfilm)
- 1912: Sins of the Father (Kurzfilm)
- 1912: The Arrowmaker’s Daughter (Kurzfilm)
- 1912: The Desperado (Kurzfilm)
- 1912: The Life of Buffalo Bill (Kurzfilm)
- 1912: The Live Wire (Kurzfilm)
- 1912: The Parachute Maker (Kurzfilm)
- 1912: The Sheriff’s Brother (Kurzfilm)
- 1912: The Spendthrift’s Reform (Kurzfilm)
- 1912: Where Jealousy Leads (Kurzfilm)
- 1912: The Lure of the Footlights (Kurzfilm)
- 1913: A Phony Alarm (Kurzfilm)
- 1913: A White Rose (Kurzfilm)
- 1913: Get-Rich-Quick Billington (Kurzfilm)
- 1913: Hannigan’s Harem (Kurzfilm)
- 1913: Hubby’s Polly (Kurzfilm)
- 1913: In the Days of War (Kurzfilm)
- 1913: Innocence (Kurzfilm)
- 1913: Maggie Tries Society Life (Kurzfilm)
- 1913: Mrs. Morton’s Birthday (Kurzfilm)
- 1913: Puttin’ It Over on Papa (Kurzfilm)
- 1913: The Cheapest Way (Kurzfilm)
- 1913: The Cowboy and the Baby (Kurzfilm)
- 1913: The Crooked Bankers (Kurzfilm)
- 1913: The Fire Bride (Kurzfilm)
- 1913: The Governor’s Double (Kurzfilm)
- 1913: The Italian Bride (Kurzfilm)
- 1913: The Peace Council (Kurzfilm)
- 1913: The Prodigal Brother (Kurzfilm)
- 1913: The Wrong Road to Happiness (Kurzfilm)
- 1914: In the Mesh of Her Hair (Kurzfilm)
- 1914: The Exploits of Elaine
- 1914: The Last Volunteer
- 1914: The Perils of Pauline
- 1914: The Winning Hand (Kurzfilm)
- 1915: Li’l Nor’wester (Kurzfilm)
- 1915: The Bribe (Kurzfilm)
- 1915: The Tale of the ‘C’ (Kurzfilm)
- 1915: The Taming of Mary (Kurzfilm)
- 1915: The Woman Who Lied (Kurzfilm)
- 1915: Under Southern Skies
- 1915: The Spender
- 1916: A Sea Mystery (Kurzfilm)
- 1916: Autumn
- 1916: Behind the Secret Panel
- 1916: Broken Fetters
- 1916: Cheaters (Kurzfilm)
- 1916: Elusive Isabel
- 1916: Scorched Wings (Kurzfilm)
- 1916: Sunlight and Shadows (Kurzfilm)
- 1916: The Girl Who Didn’t Tell (Kurzfilm)
- 1916: The Heart of a Mermaid (Kurzfilm)
- 1916: The Highway of Fate (Kurzfilm)
- 1916: The Little Grey Mouse (Kurzfilm)
- 1916: The Trail of the Wild Wolf (Kurzfilm)
- 1917: Jimmie Dale, Alias the Grey Seal (Kurzfilm)
- 1917: One Bride Too Many (Kurzfilm)
- 1917: Signs of Trouble (Kurzfilm)
- 1918: Das Haus des Schreckens (The House of Hate)
- 1918: The Mysterious Mr. Browning
- 1918: The Unchastened Woman
- 1918: The Woman the Germans Shot
- 1919: The Masked Rider
- 1919: Who’s Your Brother?
- 1920: The Mystery Mind
- 1922: The Bootleggers
- 1922: The Mohican’s Daughter
- 1922: When Knighthood Was in Flower
- 1923: Big Brother
- 1923: Der Flug zum Glück (Unseeing Eyes)
- 1923: Frauenfeinde (Enemies of Women)
- 1923: Jacqueline, or Blazing Barriers
- 1923: Mighty Lak’ a Rose
- 1923: Under the Red Robe
- 1924: A Son of the Sahara
- 1924: Wages of Virtue
- 1924: Week End Husbands
- 1925: Amor im Wolkenkratzer (The Shock Punch)
- 1925: Der König der Gaukler (The Best Bad Man)
- 1925: East Lynne
- 1925: Greater Than a Crown
- 1925: The Ancient Mariner
- 1925: The Fool
- 1925: The Mad Marriage
- 1925: Thunder Mountain
- 1925: Too Many Kisses
- 1926: 30 Below Zero
- 1926: Das schwarze Paradies (Black Parasise)
- 1926: Obey the Law
- 1926: Sibirien (Siberia)
- 1926: The Dixie Merchant
- 1926: The High Flyer
- 1926: The Johnstown Flood
- 1927: Brass Knuckles
- 1927: Hawk of the Hills
- 1927: Razzia
- 1927: Sally in Our Alley
- 1927: Unter falschem Namen (Wolf's Clothing)
- 1927: Razzia (The Girl from Chicago)
- 1928: Die Liebe der Betty Patterson (Glorious Betty)
- 1928: George Washington Cohen
- 1928: Rinty of the Desert
- 1928: The Candy Kid
- 1928: The Chinatown Mystery
- 1928: The City of Purple Dreams
- 1929: Hawk of the Hills
- 1929: Rothaut (Redskin)
- 1929: Tarzan der Tiger (Tarzan the Tiger)
- 1929: The Black Book
- 1930: The Second Floor Mystery
- 1930: Three Faces East
- 1930: Der Tanz geht weiter
- 1930: Whoopee!
- 1931: Ambassador Bill
- 1931: Cavalier of the West
- 1931: Defenders of the Law
- 1931: Die große Fahrt
- 1931: Entehrt (Dishonored)
- 1931: First Aid
- 1931: Frankenstein
- 1931: I Like Your Nerve
- 1931: Quick Millions
- 1931: Sea Devils
- 1931: The Montana Kid
- 1932: Docks of San Francisco
- 1932: Doomed Battalion
- 1932: Police Court
- 1932: Scarlet Dawn
- 1932: The Crooked Circle
- 1932: The Dark Horse
- 1932: The Devil Is Driving
- 1932: Der falsche Torero (The Kid from Spain)
- 1932: The Man Who Played God
- 1933: Alles für das Kind (A Bedtime Story)
- 1933: Captured!
- 1933: Havana Widows
- 1933: Life in the Raw
- 1933: Meine Lippen lügen nicht (My Lips Betray)
- 1933: Narcotic
- 1933: Parachute Jumper
- 1933: The Kennel Murder Case
- 1933: Das Hohe Lied (The Song of Songs)
- 1933: Urlaub vom Thron (The King's Vacation)
- 1933: Vampire Bat
- 1934: 1929 – Manhattan N.Y. (Gentlemen Are Born)
- 1934: Bolero
- 1934: Harold Lloyd, der Strohmann (The Cat's-Paw)
- 1934: Die schwarze Katze (The Black Cat)
- 1934: I Am a Thief
- 1934: Journal of a Crime
- 1934: Murder in Trinidad
- 1934: Sweet Adeline
- 1934: Sword of the Arab
- 1934: The Firebird
- 1934: Zirkus Barnum (The Mighty Barnum)
- 1935: Die Frau auf Seite 1 (Front Page Woman)
- 1935: Dinky
- 1935: Dr. Socrates
- 1935: Going Highbrow
- 1935: Gypsy Sweetheart
- 1935: Im Scheinwerferlicht (Bright Lights)
- 1935: Keystone Hotel
- 1935: Moonlight on the Prairie
- 1935: Öl für die Lampen Chinas (Oil for the Lamps of China)
- 1935: Der Jazzkadett (Shipmates Forever)
- 1935: Stranded
- 1935: The Florentine Dagger
- 1935: The Payoff
- 1935: The White Cockatoo
- 1935: Traveling Saleslady
- 1935: Unter Piratenflagge (Captain Blood)
- 1935: We’re in the Money
- 1936: Bengal Tiger
- 1936: Colleen
- 1936: Give Me Liberty
- 1936: Here Comes Carter
- 1936: Hot Money
- 1936: Jailbreak
- 1936: Kain und Mabel (Cain and Mabel)
- 1936: King of Hockey
- 1936: Kleine Stadt mit Tradition (I Married a Doctor)
- 1936: Nimm, was du kriegen kannst (Come and Get It)
- 1936: Sing Me a Love Song
- 1936: The Case of the Black Cat
- 1936: The Law in Her Hands
- 1936: The Walking Dead
- 1936: The White Angel
- 1936: Times Square Playboy
- 1936: Trailin’ West
- 1936: Treachery Rides the Range
- 1937: Back in Circulation
- 1937: Charlie Chan bei den Olympischen Spielen (Charlie Chan at the Olympics)
- 1937: Confession
- 1937: Dance Charlie Dance
- 1937: Draegerman Courage
- 1937: Fly Away Baby
- 1937: Her Husband’s Secretary
- 1937: Kid Galahad – Mit harten Fäusten (Kid Galahad)
- 1937: Land Beyond the Law
- 1937: Little Pioneer
- 1937: Melody for Two
- 1937: Men in Exile
- 1937: Midnight Court
- 1937: Missing Witnesses
- 1937: Mord im Nachtclub (Marked Woman)
- 1937: Ordnung ist das halbe Leben (The Great O'Malley)
- 1937: Prairie Thunder
- 1937: San Quentin (Flucht aus San Quentin)
- 1937: She Loved a Fireman
- 1937: Slim
- 1937: Smart Blonde
- 1937: Submarine D-1
- 1937: The Case of the Stuttering Bishop
- 1937: The Cherokee Strip
- 1937: The Go Getter
- 1937: The Littlest Diplomat
- 1937: The Road Back
- 1937: The Romance of Robert Burns
- 1937: Under Southern Stars
- 1938: Die Eiskönigin (Happy Landing)
- 1938: Gold Diggers in Paris
- 1938: Hard to Get
- 1938: He Couldn’t Say No
- 1938: Überfall auf die Arctic Queen (Heart of the North)
- 1938: Im Tal der Giganten (Valley of the Giants)
- 1938: International Crime
- 1938: Men Are Such Fools
- 1938: Mystery House
- 1938: Penrod’s Double Trouble
- 1938: Port of Seven Seas
- 1938: Racket Busters
- 1938: Romance Road
- 1938: Sharpshooters
- 1938: Torchy Blane in Panama
- 1938: When Were You Born
- 1939: Code of the Secret Service
- 1939: Dust Be My Destiny
- 1939: Four Wives
- 1939: Hitler – Beast of Berlin
- 1939: Idiot’s Delight
- 1939: King of the Underworld
- 1939: Nancy Drew and the Hidden Staircase
- 1939: Nancy Drew… Trouble Shooter
- 1939: On Trial
- 1939: On Your Toes
- 1939: Secret Service of the Air
- 1939: Slapsie Maxie’s
- 1939: Smashing the Money Ring
- 1939: The Angels Wash Their Faces
- 1939: The Kid from Kokomo
- 1939: Das zweite Leben des Dr. X (The Return of Dr. X)
- 1939: Die Teufelsinsel (Devil's Island)
- 1939: Todesangst bei jeder Dämmerung (Each Dawn I Die)
- 1939: Torchy Blane in Chinatown
- 1939: Torchy Blane.. Playing with Dynamite
- 1939: Vier Töchter räumen auf (Daughters Courageous)
- 1939: Women in the Wind
- 1939: Yes, My Darling Daughter
- 1939: Zum Verbrecher verurteilt (They Made Me a Criminal)
- 1940: A Fugitive from Justice
- 1940: Always a Bride
- 1940: British Intelligence
- 1940: Calling All Husbands
- 1940: Der Traum vom schöneren Leben (Saturday's Children)
- 1940: Flight Angels
- 1940: Im Taumel der Weltstadt (City for Conquest)
- 1940: King of the Lumberjacks
- 1940: Knute Rockne, All American
- 1940: Money and the Woman
- 1940: Murder in the Air
- 1940: No Time for Comedy
- 1940: River’s End
- 1940: They Knew What They Wanted
- 1940: ‘Til We Meet Again
- 1940: She Couldn’t Say No
- 1941: A Shot in the Dark
- 1941: Agenten der Nacht (All Through the Night)
- 1941: Dangerously They Live
- 1941: Dem Schicksal vorgegriffen (Flight from Destiny)
- 1941: Die Rächer von Missouri
- 1941: Herzen in Flammen (Manpower)
- 1941: Hier ist John Doe (Meet John Doe)
- 1941: Highway West
- 1941: Shadows on the Stairs
- 1941: Shining Victory
- 1941: Three Sons o’ Guns
- 1941: Underground
- 1942: Busses Roar
- 1942: Casablanca
- 1942: Murder in the Big House
- 1942: Yankee Doodle Dandy
- 1942: You Can’t Escape Forever
- 1943: Botschafter in Moskau (Mission to Moscow)
- 1943: Einsatz im Nordatlantik (Action in the North Atlantic)
- 1943: Oklahoma Outlaws
- 1943: The Hard Way
- 1944: Auf Ehrenwort (Uncertain Glory)
- 1944: Der Ring der Verschworenen (The Conspirators)
- 1944: Die Abenteuer Mark Twains (The Adventures of Mark Twain)
- 1944: In Our Time
- 1944: Shine on Harvest Moon
- 1945: Danger Signal
- 1945: Ein Mann der Tat (San Antonio)
- 1945: Hotel Berlin
- 1945: Eine Frau mit Unternehmungsgeist (Roughly Speaking)
- 1945: Solange ein Herz schlägt (Mildred Pierce)
- 1945: Rhapsodie in Blau (Rhapsody in Blue)
- 1945: Spiel mit dem Schicksal (Saratoga Trunk)
- 1946: Der Himmel voller Geigen (The Time, the Place and the Girl)
- 1946: Die große Lüge (A Stolen Life)
- 1946: Her Kind of Man
- 1946: Humoreske
- 1946: Im Geheimdienst (Cloak and Dagger)
- 1946: One More Tomorrow
- 1946: So You Want to Keep Your Hair
- 1946: So You Want to Play the Horses
- 1946: The Locket
- 1947: Always Together
- 1947: Der Fluch des Wahnsinns (Cry Wolf)
- 1947: Die schwarze Natter (Dark Passage)
- 1947: Ehebruch (The Unfaithful)
- 1947: Love and Learn
- 1947: My Wild Irish Rose
- 1947: Pauline, laß das Küssen sein (The Perils of Pauline)
- 1947: So You’re Going on a Vacation
- 1947: Stallion Road
- 1947: That Way with Women
- 1948: April Showers
- 1948: Die Liebesabenteuer des Don Juan (Saratoga Trunk)
- 1948: Eine auswärtige Affäre (A Foreign Affair)
- 1948: Embraceable You
- 1948: Smart Girls Don’t Talk
- 1948: So You Want an Apartment
- 1948: So You Want to Be a Gambler
- 1948: To the Victor
- 1949: A Kiss in the Dark
- 1949: Night Unto Night
- 1949: Sie ritten mit Jesse James (The Younger Brothers)
- 1949: Tritt ab, wenn sie lachen (Always Leave Them Laughing)
- 1949: Blondes Gift (Flaxy Martin)
- 1949: Venus am Strand (The Girl from Jones Beach)
- 1950: Mordsache: Liebe (Perfect Strangers)
- 1950: So You Think You’re Not Guilty
- 1951: Come Fill the Cup
- 1951: Der Fremde im Zug (Strangers on a Train)
- 1951: In all meinen Träumen bist Du (I'll See You in My Dreams)
- 1951: Der Gefangene des Ku-Klux-Klan
- 1951: Verfolgt (Tomorrow Is Another Day)
- 1952: The Story of Will Rogers
- 1952: The Winning Team